# 4190 Kvasnica
4190 Kvasnica este un asteroid din centura principală, descoperit pe 11 mai 1980 de Ladislav Brožek.